# Зохіб Іслам Амірі
Зохіб Іслам Амірі (дарі زوهیب اسلام امیری; нар. 15 лютого 1990, Кабул), відомий також як Гарун Фахруддін — афганський футболіст, захисник клубу «Гокулам Керала» та національної збірної Афганістану. Відомий виступами за низку клубів з Кабула, а також за клуби Індії, зокрема «Демпо», «Гоа», «ДСК Шиваджянс» та «Ченнаї Сіті».

## Клубна кар'єра
Зохіб Іслам Амірі народився в Кабулі в сім'ї хазарейців, з дитинства любив грати у футбол саморобним м'ячем, а під час правління Талібану відвідував матчі на центральному міському стадіоні, де таліби проводили публічні страти в перерві матчів. З 2005 року він розпочав виступи за кабульську команду «Шоа», з 2007 року грав у складі іншої кабульської команди «Кабул Банк», перейменованої пізніше на «Ферозі».
У 2011 року Зохіб Іслам Амірі став гравцем індійського клубу «Мумбаї», у складі якого швидко став одним із кращих гравців. За підсумками сезону 2012—2013 року вболівальники клубу визнали його найкращим гравцем команди в сезоні. Проте після закінчення контракту з мумбайською командою у 2014 році керівництво клубу вирішило не подовжувати угоду з афганським захисником, після чого він роздумував над можливістю продовження виступів в чемпіонаті Бахрейну або Оману, проте вирішує залишитись в Індії, підписавши контракт із клубом «Демпо»., у кінці 2014 року афганський захисник грав у оренді в іншому індійському клубі «Гоа». У січні 2016 року Зохіб Іслам Амірі став гравцем іншого індійського клубу «ДСК Шиваджянс», за рік, після того, як клуб вибув із ліги, став гравцем клубу І-Ліги «Ченнаї Сіті», проте швидко через конфлікт із тренером покинув клуб. У 2018—2019 роках афганський захисник грав у мальдівському клубі «Нью Радіант».
2 листопада 2019 року Зохіб Іслам Амірі став гравцем індійського клубу «Гокулам Керала». У 2020 році він перейшов до канадського клубу з ліги Квебеку «Бленвіль». У 2021 році афганський футболіст повернувся до Індії в клуб «Реал Кашмір», а в 2022 році знову став гравцем клубу «Бленвіль».

## Виступи за збірну
Зохіб Іслам Амірі дебютував у складі збірної Афганістану у 2005 році. Обирався капітаном збірної, керував її діями на полі під час першого успіху афганської збірної — перемоги в Чемпіонаті федерації футболу Південної Азії у 2013 році. На кінець 2019 року зіграв у складі збірної 56 матчів.

## Титули і досягнення
- Переможець Чемпіонату Південної Азії: 2013